# Животинска къща
„Животинска къща“ (на английски: Animal House) е американски филм от 1978 година, комедия на режисьора Джон Ландис по сценарий на Дъглес Кени, Крис Милър и Харолд Реймис, базиран на скечове на Милър от хумористичното списание „Нешънъл Лампун“.
В центъра на сюжета са група ексцентрични аутсайдери в американски колеж, прекарващи времето си в забавления, и техния конфликт с декана на колежа, решен да ги изключи. Главните роли се изпълняват от Том Хулс, Стивън Фърст, Питър Рийгърт, Тим Матисън, Джон Белуши, Карън Алън.
„Животинска къща“ има голям търговски успех и оказва силно влияние върху американските популярни комедии през следващите десетилетия, поставяйки началото на грос аут жанра.